# Lézat
Lézat là một xã trong vùng hành chính Franche-Comté, thuộc tỉnh Jura, quận Saint-Claude, tổng Morez. Tọa độ địa lý của xã là 46° 30' vĩ độ bắc, 05° 57' kinh độ đông. Lézat nằm trên độ cao trung bình là 724 mét trên mực nước biển, có điểm thấp nhất là 530 mét và điểm cao nhất là 1115 mét. Xã có diện tích 5.75 km², dân số vào thời điểm 1999 là 196 người; mật độ dân số là 34 người/km².

## Thông tin nhân khẩu
| 1838 | 1899 | 1911 | 1936 | 1962 | 1979 | 1982 | 1989 | 1999 |
| ---- | ---- | ---- | ---- | ---- | ---- | ---- | ---- | ---- |
| 347  | 195  | 192  | 115  | 86   | 90   | 99   | 154  | 201  |